# Celtman Xtreme Triathlon

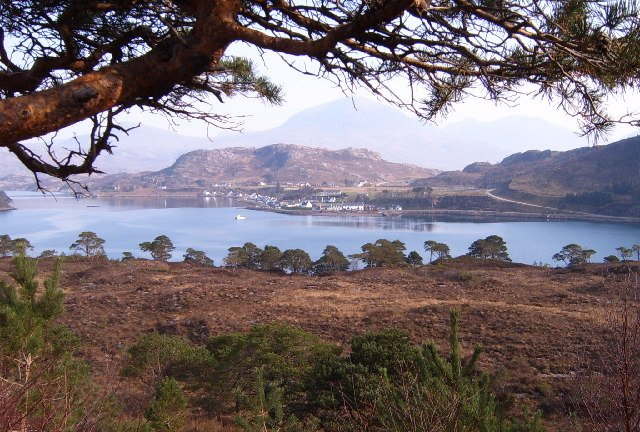
Shieldaig

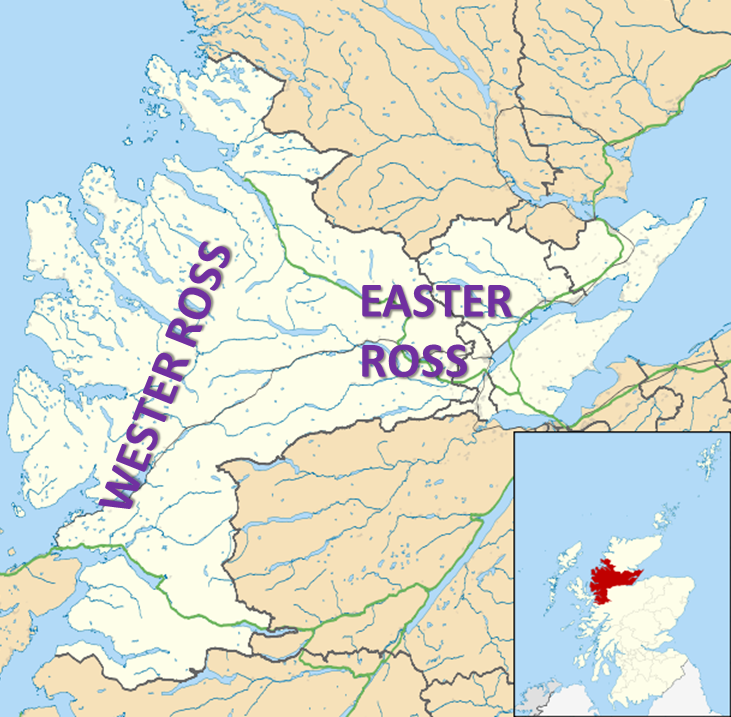
Wester och Easter Ross

Celtman Xtreme Triathlon är ett triathlonlopp i Wester Ross i Skottland. Det arrangerades första gången 2012 och går årligen i juni månad. Det är ett extremtriathlon, som inspirerats av Norseman Xtreme Triathlon, vilket arrangerades första gången 2003.
- Simetappen börjar i närheten av byn Shieldaig och omfattar 3,4 kilometer i viken Loch Shieldaig av Atlanten. Vattentemperaturen ligger där vid den aktuella årstiden i juni på omkring  12 grader Celsius.
- Cykeletappen är på 200 kilometer i Torridon Hills.[1] och går till  Kinlochewe.
- Den avslutande maratonetappen går också i högländerna på drygt 900 meters höjd, med 15 kilometer i hög terräng i Beinn Eighe-massivet.[2]

Bland svenska deltagare i loppet märks Johan Hasselmark (etta 2014 och 2019, tvåa 2013) samt Magdalena Trumstedt (tvåa av damerna 2019) och Jenny Nilsson (trea av damerna 2024).